# Osredek pri Hubajnici
Osredek pri Hubajnici je naselje v Občini Sevnica.